# Miodocòpides
Els miodocòpides (Myodocopida) és una ordre de crustacis ostracodes dins de la subclasse Myodocopa.
Els miodocòpides es distingeixen per un setè membre de forma de cuc, i, usualment, un rostrum sota una esquerda, d'on surten les antenes. En contra d'altres ostracodes, moltes espècies dels Myodocopida tenen ulls composts laterals. Des del 1975, hi ha hagut molta recerca en la morfologia, conductes i distribució dels miodocòpides. Més recentment, l'estudi de les seves seqüències d'ADN han estat usades per estudiar la filogènesi de diversos grups.